# Centrum (warenhuis)
Centrum was een warenhuisketen en dochteronderneming van de Handelsorganisation HO in de voormalige DDR. De warenhuizen bevonden zich in bovenregionale en regionale centra in de DDR en waren meestal groter dan de warenhuizen van concurrent 'Konsument'. Veel gebouwen die tijdens het bestaan van de DDR werden gebouwd, hadden een gemeenschappelijk kenmerk: rasterachtige versierde metalen gevels, die stilistisch gebaseerd waren op de 'Hortentegels'.

## Oude gebouwen
De eerste Centrum-warenhuizen werden geopend in bestaande warenhuisgebouwen, bijvoorbeeld in Chemnitz in het voormalige warenhuis Schocken (in 1965) en Tietz en in Görlitz in het HO-Warenhaus. In Dresden werd een gebouw uit de jaren 1950 aan de Ernst-Thälmann-Straße, dat met een hoekgebouw aan de Altmarkt werd toegevoegd, omgedoopt tot Centrum-warenhuis.

## Architectuur nieuwbouw

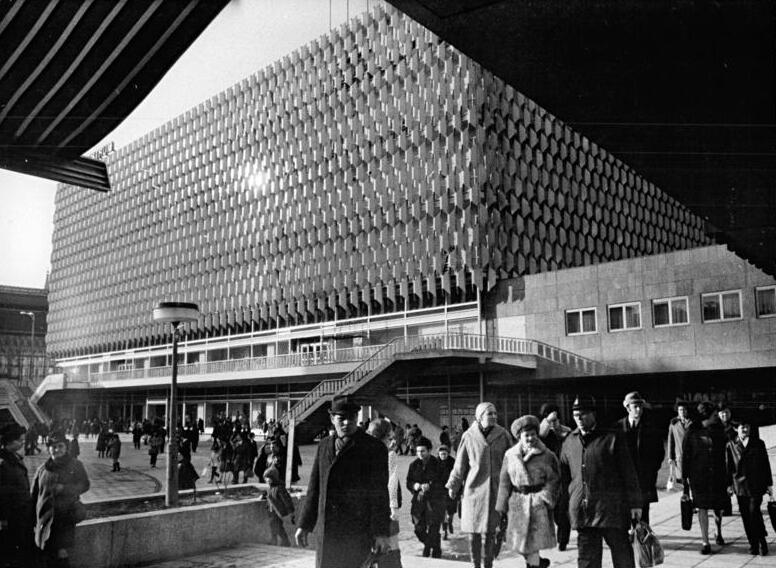
Centrum Warenhuiis aan de Alexanderplatz in Berlijn

In augustus 1965 vond in de Neustadt von Hoyerswerda (aan de huidige Lausitzer Platz) de eerstesteenlegging plaats voor de bouw van het eerste nieuwe Centrum-warenhuis in DDR-bouwstijl. Andere nieuwe gebouwen zoals het ‘oude’ centrum aan de Altmarkt in Dresden werden gebouwd in de toen dominante stijl van het socialistisch classicisme. Delen van de kelders in de nieuwe gebouwen werden ingericht als onderkomen voor civiele bescherming voor de werknemers, zoals in het Centrum-Warenhaus in Suhl en aan de Anton-Saefkow-Platz in Berlijn).
Vanaf 1970 waren er nieuwe warenhuizen gepland in de klassiek-moderne stijl, zoals in Berlijn aan de Alexanderplatz, in Dresden aan de Prager Straße en in Maagdenburg. De gevels werden voorzien van aluminium elementen.
Het ontwerp van de aluminium gevel van het Centrum-warenhuis in Suhl kwam van Fritz Kühn. Het grootste en modernste Centrum-warenhuis werd in 1979 geopend bij de Ostbahnhof in Berlijn.
De experimentele metalen gevels waren een terugkerend element en handelsmerk van de warenhuisketen, vergelijkbaar met de Horten-tegel van het voormalige Horten AG in West-Duitsland, maar werden voor elk gebouw individueel ontworpen. Ondanks lokale initiatieven tot behoud stonden de meeste metalen gevels niet op de monumentenlijst en werden ze meestal vervangen door de nieuwe eigenaren van de warenhuizen (bijv. Berlijn-Alexanderplatz) of samen met het gebouw gesloopt (bijv. Suhl). Het warenhuis in Maagdenburg daarentegen verkeert aan de buitenkant nog grotendeels in de originele staat.

## Privatisering van warenhuizen
Na de Duitse Eenwording in 1990 werden de 14 toenmalige Centrum-warenhuizen bij besluit van de Treuhandanstalt verdeeld onder de West-Duitse warenhuisketens: Karstadt zou 6 locaties overnemen, Kaufhof 5 en Hertie 3 locaties.

## Voormalige filialen
- Berlijn-Mitte, Alexanderplatz (geopend op 25 november 1970[1], overgenomen door Kaufhof)
- Berlijn-Friedrichshain, Koppenstraße 8 (bij de Ostbahnhof, geopend in 1979[2], overgenomen door Kaufhof[3])

- Berlijn-Lichtenberg, Anton-Saefkov-Platz (gebouwd in 1985[4], overgenomen foor Kaufhof)
- Dresden, Altmarkt 13-25 (gesloten na de opening van de nieuwbouw van het Centrum-warenhuis aan de Prager straße)

- Warenhuis Dresden, Prager Straße 17 (overname door Karstadt)
- Erfurt, Anger (overgenomen door Hertie)
- Görlitz An der Frauenkirche 5-7 (oorspronkelijk filiaal van Karstadt (1929–1945), overgenomen door Karstadt)
- Halle (Saale), Mansfelder Straße (overgenomen door  Karstadt)
- Hoyerswerda, Einsteinstraße (geopend in 1968, overgenomen door Karstadt)
- Karl-Marx-Stadt, sinds 1952 Chemnitz, Stefan-Heym-Platz 1 (Voorheen Kaufhaus Schocken, later actief onder de naam Merkur en HOWA.Overgenomen door Karstadt (1990-1991) en daarna overgenomen door Kaufhof)
- Karl-Marx-Stadt, sinds 1952 Chemnitz, Moritzstraße (voorheen warenhuis Tietz, overgenomen door Kaufhof)
- Leipzig,  Petersstraße 31–35 (overgenomen door Karstadt)
- Maagdenburg, Breiter Weg 128 (overgenomen door Karstadt, gevolgd door volledige verbouwing en renovatie. De buitengevel is sinds 2012 een monumentaal pand.)
- Neubrandenburg, Stargarder Straße (overgenomen door Kaufhof)
- Rostock, Lange Straße (overgenomen door Karstadt (1990-1991) en daarna overgenomen door Kaufhof)
- Schwedt/Oder, Platz der Befreiung 1 (overgenomen door Hertie)
- Suhl, Wilhelm Pieck Str 11[5] (overgenomen door Karstadt (1990-1991) en daarna overgenomen door Kaufhof)